# Локалитет „Шупљаја“
Локалитет „Шупљаја“ је археолошко налазиште и налази се у насељу Пољна у општини Трстеник у Расинском округу. 
Налазиште је пространо и вишеслојно и смештено је на северном улазу у село, на падинама Јухора, са леве стране Риљачког потока. На основу стратиграфије, утврђено је да најстарији хоризонт становања припада старчевачкој култури, коју карактеришу керамички материјал, судови већих димензија у облику лопте и полулопте и већи питоси за чување житарица. Од оруђа су биле заступљене камене секире и пршљеници. У западном делу насеља откривен је и слој из периода винчанске културе, из којег потичу судови грубе фактуре са дуплом пластичном траком по вертикално профилисаном ободу. Чешће су заступљене мање зделе са унутра профилисаним и канелованим ободом, урезаним S орнаментом у низу, сноповима урезаних линија које се косо секу.